# Eremiaphila genei
Eremiaphila genei är en bönsyrseart som beskrevs av Lefebvre 1835. Eremiaphila genei ingår i släktet Eremiaphila och familjen Eremiaphilidae. Inga underarter finns listade i Catalogue of Life.